# Энглунд, Занна
За́нна Э́нглунд (нем. Sanna Englund, род. 18 апреля 1975 года в Гейдельберге, Германия) — немецкая актриса и фотомодель.

## Биография
Занна Энглунд родилась в семье музыкантов. Ещё в школьные годы в Гейдельберге, она брала частные уроки актёрского мастерства и пения, пробовала силы в школьном театре Санкт-Рафаэль. После окончания школы в 1993 году, изучала психологию в институте.
По окончании института работала в качестве фотомодели у родине и за рубежом, а в дальнейшем обучалась в театральной школе Ли Страсберга в Нью-Йорке.
По возвращении в Германию получила свою первую роль в фильме Ангельский экспресс (1998—1999). В дальнейшем Занна Энглунд успешно снималась для телевидения, бо́льшую часть её фильмографии составляют телесериалы: в частности, с 2007 года она регулярно появляется во всех сериях сериала Notruf Hafenkante.
Энглунд занимается благотворительностью: она поддерживает «NCL Foundation», борющееся с липофусцинозом.

## Фильмография
- 1998: Angel Express
- 1999: Himmelskörper
- 2000: Leinen los
- 2000: Die Cleveren
- 2001—2003: Hinter Gittern – Der Frauenknast (эпизоды: 153—245)
- 2001: Lätta (Werbespot)
- 2001: Heute ist nicht gestern
- 2002: Hallo Robbie!
- 2002: SOKO Leipzig — Seitensprung
- 2003: Ruhige Lage, nette Aussicht
- 2003: Großstadtrevier
- 2002: Die Musterknaben — 1000 und eine Nacht
- 2003: Otto-Versand (Werbespot)
- 2003: Berlin, Berlin — Daily Talk
- 2003: Die Wache — Zahn um Zahn
- 2004—2005: St. Angela (Folgen 236—275)
- 2005: Abschnitt 40 — Terroristen
- 2005: Balko — Totalschaden
- 2005: Verliebt in Berlin (Folge 6-10)
- 2005: Auftauchen
- 2005: Du Darfst (Werbespot)
- 2005: Mörderspiel
- 2005: KomA
- 2005: Liebesleben — Freier Fall
- 2006: Alarm für Cobra 11 – Die Autobahnpolizei — Volles Risiko
- 2006: Die Sitte — Schichtwechsel
- 2006: Schmetterlinge im Bauch
- 2006: Blackout — Die Erinnerung ist tödlich — Unter Brüdern
- 2006—2008: Zwei Herzen und zwölf Pfoten
- Seit 2006: Notruf Hafenkante
- 2007: R. I. S. – Die Sprache der Toten — Vermisst
- 2007: GSG 9 – Ihr Einsatz ist ihr Leben — Ich, der Feind
- 2007: Der Kriminalist
- 2008: Die Anwälte — Entmündigung
- 2009: Der Dicke — Gefährliches Spiel
- 2011: Küstenwache — Ein tödliches Spiel
- 2011: Alarm für Cobra 11 — Die Autobahnpolizei — Mitten ins Herz
- 2013: Der Landarzt — Amtshilfe
- 2013: Kripo Holstein — Mord und Meer — Todesengel in Weiß